# CMA CGM マルコ・ポーロ
CMA CGM マルコ・ポーロ（CMA CGM Marco Polo）は、CMA CGMが運航しているコンテナ船。船籍はイギリス。

## 概要
CMA CGM マルコ・ポーロ級の1番船として、2012年11月5日、韓国の大宇造船海洋で竣工し、7日よりフレンチ・アジア・ライン（FAL）と称する中国中南部～欧州北部航路に就航した。
本船のコンテナ積載数は16,020TEUで、それまで最大であったマースク・ラインのエマ・マースク級の15,550TEUを抜き、2013年2月にマースク・トリプルE級が登場するまで世界最多積載のコンテナ船であった。総トン数、載貨重量トン数においてもエマ・マースク級を上回っている。
また船内設備として旅客用客室5室のほか、ラウンジ、フィットネス・ルーム、プール等もあり、CMA CGMでは本船を使用したコンテナ航路を回るクルーズも企画している。
尚、2013年に本船の同型船が2隻就役している。